# Замка
Замка је предмет за хватање животиња или једноставно хватање у замку, је уређај за даљинско хватање и често убијање животиње. Животиње могу бити заробљене у различите сврхе, укључујући месо, крзно / перје, спортски лов, контролу штеточина и управљање дивљим животињама.

## Историјат
Неолитски ловци, укључујући и чланове Кукутени-Трипоље културе Румуније и Украјине (око 5500–2750 п. н. е.), користили су замке да ухвате свој плијен.
Рано помињање у писаној форми је одломак из истоимене књиге таоистичког филозофа Чуанг Цеа који описује кинеске методе коришћене за хватање животиња током 4. вијека прије нове ере. Чуанг Це наглашава: "Лисица са елегантним крзном и елегантно пјегави леопард... изгледа да не могу да побјегну од катастрофе мрежа и замки." "Модерне" челичне замке чељусти су први пут описане у западним изворима већ крајем 16. вијека.
Прво помињање долази из књиге Ленарда Макала о хватању животиња. Гласи: "Замке направљене су од yрне, најниже праѕне, и прстен или обруч са два кликета" [[[Sic]]]. Мишоловка, са јаким опружним уређајем постављеним на дрвену подлогу, први је патентирао Вилијам К. Хукер из Абингдона, Илиноис, 1894. године.